# Roncoferraro
Roncoferraro és un municipi situat al territori de la província de Màntua, a la regió de la Llombardia, (Itàlia).
Roncoferraro limita amb els municipis de Bagnolo San Vito, Bigarello, Castel d'Ario, Mantova, San Giorgio di Mantova, Sustinente i Villimpenta.
Pertanyen al municipi les frazioni de Barbasso, Barbassolo, Cadè, Casale, Castelletto Borgo, Garolda, Governolo, Nosedole, i Villa Garibaldi

## Galeria

Localització de Roncoferraro a la província de Màntua